# MusicBrainz
MusicBrainz là một dự án để tạo ra một cơ sở dữ liệu mở về âm nhạc giống như dự án freedb. MusicBrainz được thành lập để đáp trả sự hạn chế của Compact Disc Database (CDDB), một cơ sở dữ liệu để các ứng dụng phần mềm tra cứu các thông tin CD nhạc (compact disc) trên Internet. MusicBrainz sau đó đã mở rộng mục đích của mình không chỉ bao trọn các metadata của CD (thông tin về người trình diễn, nhạc sĩ, người sáng tác) mà còn trở thành một cơ sở dữ liệu online mở về âm nhạc có cấu trúc.
MusicBrainz thu thập thông tin về nghệ sĩ, tác phẩm được ghi âm của họ, và mối quan hệ giữa chúng. Các tác phẩm được ghi ở mức tối thiểu là tiêu đề album, tiêu đề bài hát và độ dài của từng bản nhạc. Những mục này được duy trì bởi các biên tập viên tình nguyện và tuân theo các chuẩn viết sẵn của cộng đồng. Các tác phẩm được lưu trữ thông tin về ngày phát hành và quốc gia, CD ID, trang bìa, vân tay acoustic, văn bản chú thích và các siêu dữ liệu khác. Tính đến  ngày 26 tháng 7 năm 2016, MusicBrainz chứa thông tin về khoảng 1,1 triệu nghệ sĩ, 1,6 triệu phát hành và 16 triệu bản ghi âm. Người dùng cuối có thể sử dụng phần mềm giao tiếp với MusicBrainz để thêm các thẻ siêu dữ liệu vào các file phương tiện kỹ thuật số của họ, chẳng hạn as FLAC, MP3, Ogg Vorbis hoặc AAC.